# Trzeciaki (rejon brzostowicki)
Trzeciaki (biał. Траццякі, Tracciaki, ros. Третьяки, Trietjaki) – wieś na Białorusi, w obwodzie grodzieńskim, w rejonie brzostowickim, w sielsowiecie olekszyckim. Położona jest 42 km na południe od Grodna i 17 km od granicy polsko-białoruskiej. Na wschód od miejscowości przebiega granica administracyjna rejonów brzostowickiego i wołkowyskiego.

## Historia
Wieś magnacka położona była w końcu XVIII wieku  w powiecie grodzieńskim województwa trockiego.
W czasach zaborów folwark i wieś w granicach Imperium Rosyjskiego, w guberni grodzieńskiej, w powiecie grodzieńskim. W 1902 roku folwark był własnością Jancewiczów (317 dziesięcin; ok. 346,3 ha), Mrozowskich (420 dziesięcin; ok. 458,9 ha) i Zaniewskich (82 dziesięciny; ok. 89,6 ha). Wieś miała powierzchnię 263 dziesięcin (ok. 287,3 ha). Od 1919 roku w granicach II Rzeczypospolitej. 7 czerwca 1919 roku, wraz z całym powiatem grodzieńskim, weszła w skład okręgu wileńskiego Zarządu Cywilnego Ziem Wschodnich – tymczasowej polskiej struktury administracyjnej. Latem 1920 roku zajęta przez bolszewików, następnie odzyskana przez Polskę. 20 grudnia 1920 roku włączona wraz z powiatem do okręgu nowogródzkiego. Od 19 lutego 1921 roku w województwie białostockim, w powiecie grodzieńskim, w gminie Wielkie Ejsymonty. W 1921 roku nazwę Trzeciaki nosiły: wieś i dwa folwarki. We wsi było 31 domów mieszkalnych, w folwarku "Trzeciaki I" – jeden dom, a w folwarku "Trzeciaki II" – 2 domy. W latach poprzedzających II wojnę światową co najmniej jeden z folwarków został rozparcelowany i przekształcony w osadę.
W wyniku napaści ZSRR na Polskę we wrześniu 1939 roku miejscowość znalazła się pod okupacją sowiecką. 17 września w osadzie powstałej w wyniku parcelacji jednego z folwarków doszło do zbrodni i rabunku na polskim małżeństwie, dokonanej przez bojówkę komunistyczną z sąsiedniej wsi Kordziki.
2 listopada została włączona do Białoruskiej SRR. 4 grudnia 1939 roku włączona do nowo utworzonego obwodu białostockiego. Od czerwca 1941 roku pod okupacją niemiecką. 22 lipca 1941 roku włączona w skład okręgu białostockiego III Rzeszy. W 1944 roku ponownie zajęta przez wojska sowieckie i włączona do obwodu grodzieńskiego Białoruskiej SRR. Od 1991 roku w składzie niepodległej Białorusi.

## Zabytki
We wsi znajduje się kapliczka przydrożna, wzniesiona w latach 30. XX wieku.

## Demografia
Według spisu powszechnego z 1921 roku, wieś zamieszkiwały 144 osoby, w tym 139 Białorusinów i 5 Polaków. Prawosławie wyznawało 139 jej mieszkańców, katolicyzm – 5. Folwark "Trzeciaki I" zamieszkiwało 14 osób, w tym 12 Polaków i 2 Białorusinów. Katolicyzm wyznawało 12 jego mieszkańców, prawosławie – 2. Folwark "Trzeciaki II" zamieszkiwało 17 osób, w tym 10 Białorusinów i 7 Polaków. Katolicyzm wyznawało 14 jego mieszkańców, prawosławie – 3.